# TSV LONGA in het seizoen 1960/61
Het seizoen 1960/1961 was het zevende jaar in het bestaan van de Tilburgse betaaldvoetbalclub LONGA. De club kwam uit in de Tweede divisie en eindigde daarin op de negende plaats. Tevens deed de club mee aan het toernooi om de KNVB beker, hierin werd de groepsfase niet overleefd.

## Wedstrijdstatistieken

### Tweede divisie
|       | Baronie | De Graafschap | Haarlem | Hilversum | N.E.C. | Oldenzaal | PEC   | Rigtersbleek | Roda Sport | Tubantia | UVS   | De Valk | Velox | Wilhelmina | Zeist | Zwartemeer | Zwolsche Boys |
| ----- | ------- | ------------- | ------- | --------- | ------ | --------- | ----- | ------------ | ---------- | -------- | ----- | ------- | ----- | ---------- | ----- | ---------- | ------------- |
| Thuis | 1 – 2   | 3 – 3         | 1 – 3   | 0 – 4     | 2 – 5  | 2 – 0     | 4 – 2 | 0 – 0        | 2 – 3      | 2 – 2    | 2 – 0 | 3 – 2   | 3 – 2 | 1 – 4      | 7 – 3 | 3 – 0      | 4 – 1         |
| Uit   | 0 – 2   | 1 – 2         | 6 – 2   | 2 – 2     | 4 – 1  | 3 – 1     | 2 – 1 | 1 – 2        | 0 – 1      | 3 – 4    | 2 – 2 | 4 – 2   | 2 – 5 | 4 – 3      | 0 – 3 | 6 – 5      | 0 – 0         |

### KNVB Beker
| Groepsfase                                               | LONGA                                               | 3 – 6 (1 – 2) | Willem II                                                       |
| 3 augustus 1960 Plaats: Tilburg Aan de spoorbrug         | Jan Meijer 20', 67' Leo Villevoye 53'               |               | 8', 31', 71', 90' Coy Koopal 81' Piet Timmermans 83' Kees Aarts |
| Groepsfase                                               | Wilhelmina                                          | 5 – 0 (2 – 0) | LONGA                                                           |
| 14 augustus 1960 Plaats: 's-Hertogenbosch De Wolfsdonken | Willy van den Hurk 12', 35', 54', –' Antoon Martens |               |                                                                 |
| Groepsfase                                               | BVV                                                 | 1 – 0 (1 – 0) | LONGA                                                           |
| 15 maart 1961 Plaats: 's-Hertogenbosch De Vliert         | Ben Klerks 5'                                       |               |                                                                 |

## Statistieken LONGA 1960/1961

### Eindstand LONGA in de Nederlandse Tweede divisie 1960 / 1961
| Stand | Gespeeld | Gewonnen | Gelijk | Verloren | Punten | Doelpunten voor | Doelpunten tegen |
| ----- | -------- | -------- | ------ | -------- | ------ | --------------- | ---------------- |
| 9e    | 34       | 15       | 6      | 13       | 36     | 78              | 76               |

### Topscorers
| #              | Naam                   | Goal |
| -------------- | ---------------------- | ---- |
| 1.             | Jan Meijer             | 30   |
| 2.             | Gerard Spanings        | 13   |
| 3.             | Leo Villevoye          | 12   |
| 4.             | Henk Zieltjens         | 4    |
| 5.             | Villevoye              | 3    |
| 5.             | Piet Villevoye         | 3    |
| 5.             | Louis de Zwart         | 3    |
| 8.             | Jan Druyts             | 2    |
| 8.             | Heinz Blume            | 2    |
| 10.            | Blume                  | 1    |
| 10.            | Jan Donders            | 1    |
| 10.            | Henk van Erp           | 1    |
| 10.            | Jan Paulissen          | 1    |
| 10.            | Henk Struycken         | 1    |
| Eigen doelpunt |                        |      |
| 1.             | Job Drent (Zwartemeer) |      |
| Totaal         | Totaal                 | 78   |

| #      | Naam          | Goal |
| ------ | ------------- | ---- |
| 1.     | Jan Meijer    | 2    |
| 2.     | Leo Villevoye | 1    |
| Totaal | Totaal        | 3    |

## Voetnoten
Baronie · De Graafschap · Haarlem · Hilversum · LONGA · N.E.C. · Oldenzaal · PEC · Rigtersbleek · Roda Sport · Tubantia · UVS · De Valk · Velox · Wilhelmina · Zeist · Zwartemeer · Zwolsche Boys